# Hassel, Stendal
Hassel là một đô thị thuộc huyện Stendal, bang Sachsen-Anhalt, Đức. Đô thị Hassel, Stendal có diện tích 20,56 km², dân số thời điểm ngày 31 tháng 12 năm 2006 là 994 người.